# Un volto, due destini - I Know This Much Is True
Un volto, due destini - I Know This Much Is True (I Know This Much Is True) è una miniserie televisiva statunitense del 2020, tratta dal romanzo del 1998  La notte e il giorno (I Know This Much Is True) di Wally Lamb. 
La miniserie ha debuttato sul canale via cavo HBO il 10 maggio 2020. In Italia la miniserie è stata trasmessa su Sky Atlantic dal 22 settembre al 6 ottobre 2020.

## Trama
I gemelli Thomas e Dominick Birdsey sono sempre stati diversi tra loro. Il primo ha avuto una vita turbolenta, entrando e uscendo da istituti psichiatrici, mentre il secondo ha avuto una vita più serena e appagata. Dopo la perdita della madre, Dominick si ritrova a prendersi cura del fratello Thomas, mentalmente instabile e considerato pericoloso. I due fratelli fanno un percorso a ritroso nella loro infanzia per capire cosa sia successo nel loro passato e come la famiglia abbia condizionato le loro vite.

## Puntate
| nº | Titolo originale | Titolo italiano         | Prima TV USA   | Prima TV Italia   |
| -- | ---------------- | ----------------------- | -------------- | ----------------- |
| 1  | Episode 1        | Un pomeriggio d'ottobre | 10 maggio 2020 | 22 settembre 2020 |
| 2  | Episode 2        | Due ragazzi nei boschi  | 17 maggio 2020 | 22 settembre 2020 |
| 3  | Episode 3        | Ricordi dolorosi        | 24 maggio 2020 | 29 settembre 2020 |
| 4  | Episode 4        | Tu sei me               | 31 maggio 2020 | 29 settembre 2020 |
| 5  | Episode 5        | Io ti maledico          | 7 giugno 2020  | 6 ottobre 2020    |
| 6  | Episode 6        | I peccati dei padri     | 14 giugno 2020 | 6 ottobre 2020    |

## Personaggi e interpreti

### Principali
- Dominick e Thomas Birdsey, interpretati da Mark Ruffalo (adulti) e da Philip Ettinger (giovani), doppiati da Francesco Prando (adulti) e da Stefano Broccoletti (giovani).
- Concettina "Ma" Ippolita Tempesta Birdsey, interpretata da Melissa Leo, doppiata da Anna Cesareni.
Madre di Dominick e Thomas e figlia di Domenico.
- Ray Birdsey, interpretato da John Procaccino, doppiato da Dario Oppido.
Patrigno di Dominick e Thomas.
- Leo, interpretato da Rob Huebel, doppiato da Alessio Cigliano.
Miglior amico di Dominick.
- Ralph Drinkwater, interpretato da Michael Greyeyes, doppiato da Christian Iansante.
Ex compagno di classe di Dominick e Thomas, la cui vita si ricongiunge con Dominick. Ora lavora come custode allo Hatch Forensic Institute.
- Shawn Tudesco, interpretato da Gabe Fazio
- Nedra Frank, interpretata da Juliette Lewis, doppiata da Eleonora De Angelis.
Traduttrice assunta da Dominick.
- Dessa Constantine, interpretata da Kathryn Hahn (adulta) e da Aisling Franciosi (giovane), doppiata da Francesca Fiorentini (adulta) e da Giulia Tarquini (giovane).
Ex moglie di Dominick.
- Lisa Sheffer, interpretata da Rosie O'Donnell, doppiata da Tatiana Dessi.
Assistente sociale per l'unità due al Hatch Forensic Institute.
- Joy Hanks, interpretata da Imogen Poots, doppiata da Gaia Bolognesi.
Fidanzata convivente di Dominick.
- Dott.ssa Rubina Patel, interpretata da Archie Panjabi, doppiata da Sabrina Duranti.
Nuova psicologa di Thomas e in seguito di Dominick.
- Dott. Hume, interpretato da Bruce Greenwood.
Direttore dello Hatch Forensic Institute.
- Domenico Onofrio Tempesta, interpretato da Marcello Fonte.
Nonno materno di Dominick and Thomas dalla Sicilia.
- Padre LaVie, interpretato da Harris Yulin, doppiato da Bruno Alessandro.

### Ricorrenti
- Dominick Birdsey a otto anni, interpretato da Donnie Masihi
- Thomas Birdsey a otto anni, interpretato da Rocco Masihi
- Henrey Rood, interpretato da Joseph Ragno
- Ruth Rood, interpretata da Laura Esterman
- Sig.ina Hanker, interpretata da Annie Fitzgerald
- Prosperine Tucci, interpretata da Irene Muscara.
Sorella di Ignazia, odiata da Domenico Tempesta.
- Ignazia Tucci Tempesta, interpretata da Roberta Rigano.
Nonna di Dominick e Thomas dalla Pescara.
- Vincenzo Tempesta, interpretato da Simone Coppo.
Fratello minore di Domenico Tempesta.
- Leo da giovane, interpretato da Matt Helm
- Angie Constantine, interpretata da Agatha Nowicki.
Sorella di Dessa.
- Nabby Drinkwater, interpretata da Tatanka Means
- Penny Ann Drinkwater, interpretata da Achakos Johnson.
Sorella gemella di Ralph, morta suicida nella cascata di Three Rivers a otto anni.

## Riconoscimenti
- Golden Globe
  - 2021 – Miglior attore in una mini-serie o film per la televisione (Mark Ruffalo)[3]
- Premio Emmy
  - 2020 – Miglior attore in un film televisivo o miniserie (Mark Ruffalo)